# 296e division de fusiliers (1re formation)
Pour les articles homonymes, voir 296e division.
La 296e division de fusiliers (russe : 296-я стрелковая дивизия) est une division d'infanterie de l'Armée rouge de l'Union soviétique pendant la Seconde Guerre mondiale. Formée à l'été 1941 après l'invasion allemande, elle est détruite lors de Fall Blau, l'offensive d'été allemande dans le Caucase du Nord, en 1942.

## Historique
La division commence à se former le 2 juillet 1941 dans le district militaire d'Odessa. Son ordre de bataille de base comprend les 962e, 964e et 966e régiments de fusiliers, ainsi que le 813e régiment d'artillerie. Le 20 août, la division est affectée à la 9e armée du front du Sud. En octobre, la 296e division de fusiliers est transférée à la 18e armée et en février 1942, elle passe dans la réserve du front. La division est envoyée au front avec la 37e armée un mois plus tard. Avec la 37e armée, la 296e échappe au désastre de la deuxième bataille de Kharkov. La division est rapidement transférée à la 9e armée, avec laquelle elle se replie dans le Caucase après le début en juin de l'offensive Fall Blau. Le 296e subit de lourdes pertes lors de la retraite et est dissoute le 5 août. Ses restes sont utilisés pour renforcer la 242e division de fusiliers (ru).
Une nouvelle 296e division de fusiliers est créée en 1943 mais n'est pas engagée au combat.